# Elecciones federales de México de 1970 en Baja California
Las Elecciones federales en Baja California de 1970 se llevaron a cabo el domingo 5 de julio de 1970, y en ellas fueron renovados los titulares de los siguientes cargos de elección popular del estado mexicano de Baja California:
- Presidencia de México. Titular del Gobierno de México, electo para un periodo de seis años sin posibilidad de reelección.
- Diputados Federales de Baja California: 3 Electos por mayoría relativa elegidos en cada uno de los Distritos electorales, mientras otros son elegidos mediante representación proporcional.
- Senadores por Baja California: 2 electos por mayoría relativa.

## Organización
Las elecciones fueron realizadas por la Comisión Federal Electoral, perteneciente a la Secretaría de Gobernación. En el proceso participaron 4 partidos políticos: el Partido Revolucionario Institucional, el Partido Acción Nacional, el Partido Popular Socialista y el Partido Auténtico de la Revolución Mexicana. Estos últimos participaron en coalición con el PRI para la presidencia de México apoyando a Luis Echeverría Álvarez. 
El 29 de abril de 1970 fueron publicadas las candidaturas a la elección federal en el Periódico Oficial de la Federación.

## Antecedentes
Este proceso electoral es el primero a nivel federal después de la Matanza de Tlatelólco en octubre de 1968, así como del fraude electoral cometido en las elecciones estatales de Baja California de ese mismo año, cuando el mismo Echeverría, siendo secretario de Gobernación, mandó al gobernador a invalidar las elecciones e instalar un concejo municipal en Tijuana y Mexicali. 

## Candidatos

### Senado
| Senado de México                                    | Senado de México       | Senado de México                                    | Senado de México                            | Resultados | Resultados |
| Candidato                                           | Candidato              | Candidato                                           | Partido                                     | Votos      | Porcentaje |
| --------------------------------------------------- | ---------------------- | --------------------------------------------------- | ------------------------------------------- | ---------- | ---------- |
| Diego Muñóz López Héctor Terán Terán                |                        | Diego Muñóz López Héctor Terán Terán                | Partido Acción Nacional                     | —          | —          |
| Gustavo Aubanel Vallejo Ramón Álvarez Cisneros      |                        | Gustavo Aubanel Vallejo Ramón Álvarez Cisneros      | Partido Revolucionario Institucional        | —          | —          |
| Pánfilo Orozco Álvarez Edmundo Medina Pando         |                        | Pánfilo Orozco Álvarez Edmundo Medina Pando         | Partido Popular Socialista                  | —          | —          |
| Salvado Ocampo Sahagún Francisco Rodríguez Martínez |                        | Salvado Ocampo Sahagún Francisco Rodríguez Martínez | Partido Auténtico de la Revolución Mexicana | —          | —          |
| Total de votos válidos                              | Total de votos válidos | Total de votos válidos                              | Total de votos válidos                      |            | —          |

### Diputaciones

#### Distrito 1
| Cámara de Diputados (México) | Cámara de Diputados (México) | Cámara de Diputados (México) | Cámara de Diputados (México)                | Resultados | Resultados |
| Candidato                    | Candidato                    | Candidato                    | Partido                                     | Votos      | Porcentaje |
| ---------------------------- | ---------------------------- | ---------------------------- | ------------------------------------------- | ---------- | ---------- |
| Hemenegildo Pérez Cisneros   |                              | Hemenegildo Pérez Cisneros   | Partido Acción Nacional                     | —          | —          |
| Francisco Zárate Vidal       |                              | Francisco Zárate Vidal       | Partido Revolucionario Institucional        | —          | —          |
| David Angulano Heredia       |                              | David Angulano Heredia       | Partido Popular Socialista                  | —          | —          |
| Octavio Conde Quiroga        |                              | Octavio Conde Quiroga        | Partido Auténtico de la Revolución Mexicana | —          | —          |
| Total de votos válidos       | Total de votos válidos       | Total de votos válidos       | Total de votos válidos                      |            | —          |

#### Distrito 2
| Cámara de Diputados (México)  | Cámara de Diputados (México) | Cámara de Diputados (México)  | Cámara de Diputados (México)                | Resultados | Resultados |
| Candidato                     | Candidato                    | Candidato                     | Partido                                     | Votos      | Porcentaje |
| ----------------------------- | ---------------------------- | ----------------------------- | ------------------------------------------- | ---------- | ---------- |
| Jesús Francisco Cabrera Tapia |                              | Jesús Francisco Cabrera Tapia | Partido Acción Nacional                     | —          | —          |
| Marco Antonio Bolaños Cacho   |                              | Marco Antonio Bolaños Cacho   | Partido Revolucionario Institucional        | —          | —          |
| Javier Heredia Talavera       |                              | Javier Heredia Talavera       | Partido Popular Socialista                  | —          | —          |
| Pedro Espejo García           |                              | Pedro Espejo García           | Partido Auténtico de la Revolución Mexicana | —          | —          |
| Total de votos válidos        | Total de votos válidos       | Total de votos válidos        | Total de votos válidos                      |            | —          |

#### Distrito 3
| Cámara de Diputados (México) | Cámara de Diputados (México) | Cámara de Diputados (México) | Cámara de Diputados (México)                | Resultados | Resultados |
| Candidato                    | Candidato                    | Candidato                    | Partido                                     | Votos      | Porcentaje |
| ---------------------------- | ---------------------------- | ---------------------------- | ------------------------------------------- | ---------- | ---------- |
| Javier Prieto Aceves         |                              | Javier Prieto Aceves         | Partido Acción Nacional                     | —          | —          |
| Alfonso Garzón Santibañez    |                              | Alfonso Garzón Santibañez    | Partido Revolucionario Institucional        | —          | —          |
| José Herrera Barajas         |                              | José Herrera Barajas         | Partido Popular Socialista                  | —          | —          |
| Antonio Bañuelos Beltrán     |                              | Antonio Bañuelos Beltrán     | Partido Auténtico de la Revolución Mexicana | —          | —          |
| Total de votos válidos       | Total de votos válidos       | Total de votos válidos       | Total de votos válidos                      |            | —          |